# قورباغه سونسون
قورباغه سونسون (نام علمی: Atopophrynus syntomopus) نام یک گونه از زیرراسته نوغوکان است.